# Wschód Mieszkaniowy
Wschód Mieszkaniowy – jedna z dzielnic (jednostek strukturalnych) Włocławka. Według oficjalnego projektu Studium uwarunkowań i kierunków zagospodarowania przestrzennego z 2007 r. Wschód Mieszkaniowy stanowi tereny na wschód od Śródmieścia, na północy graniczy z Wisłą, na wschodzie kończy się na ul. Zielnej, Al. Kazimierza Wielkiego i Al. Królowej Jadwigi, na południu graniczy z linią kolejową nr 18. W latach siedemdziesiątych całą wschodnią część miasta nazywano oficjalnie dzielnicą Wschód, nie rozróżniano wówczas na Wschód Mieszkaniowy, Wschód Przemysłowy i Wschód Leśny, te nowe oficjalne nazwy funkcjonują głównie w dokumentach miejskich ostatnich lat.
Największym osiedlem Wschodu Mieszkaniowego jest os. Kazimierza Wielkiego.
W południowej części Wschodu Mieszkaniowego znajdują się obiekty sportowe Ośrodka Sportu i Rekreacji (Hala Mistrzów, hala widowiskowo-sportowa, stadion piłkarsko-lekkoatletyczny, kryta pływalnia „Delfin”), duże sklepy, hurtownie, centra handlowe, hipermarkety, a także cmentarz komunalny.

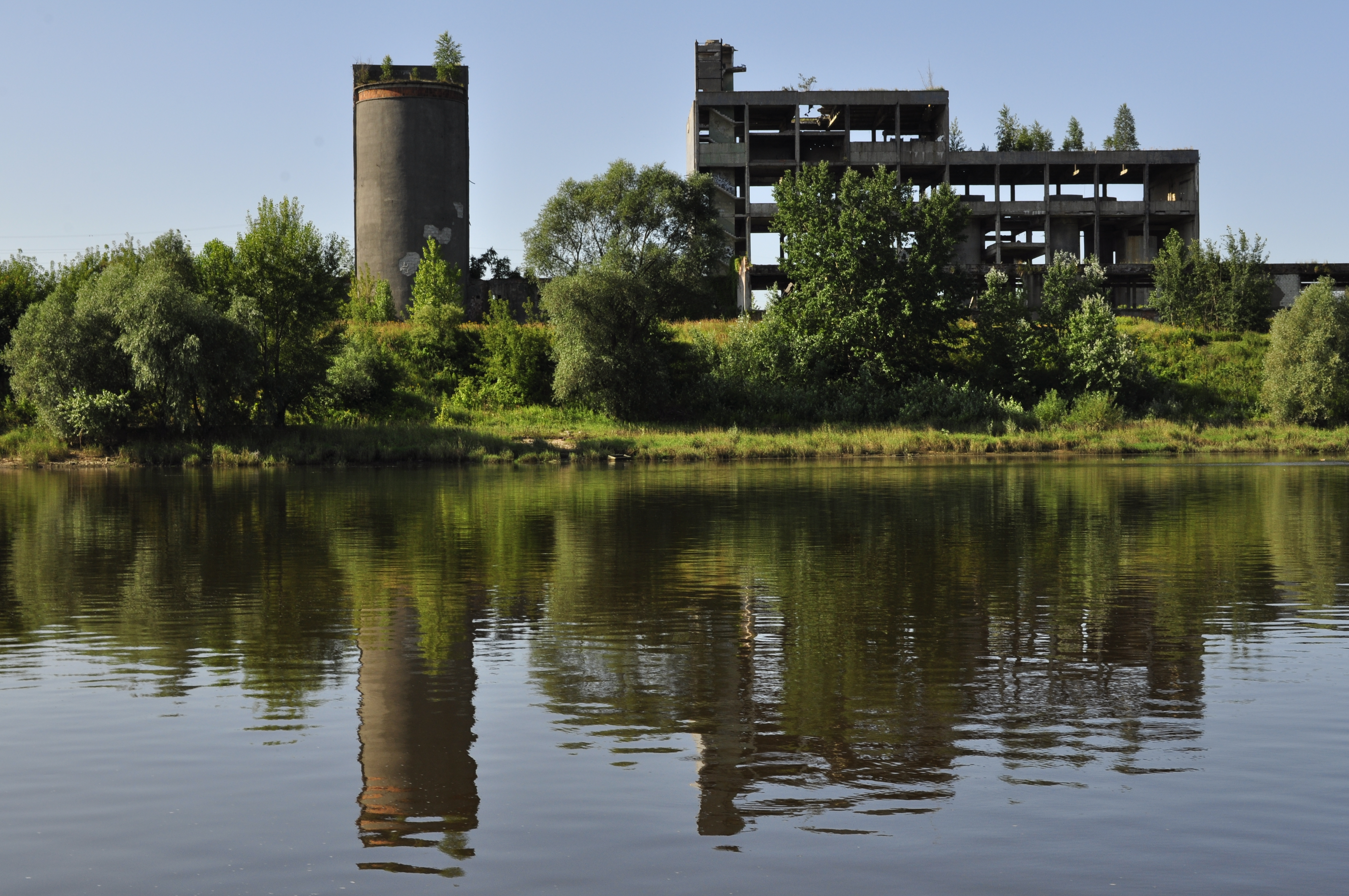
Celuloza – ruiny fabryki
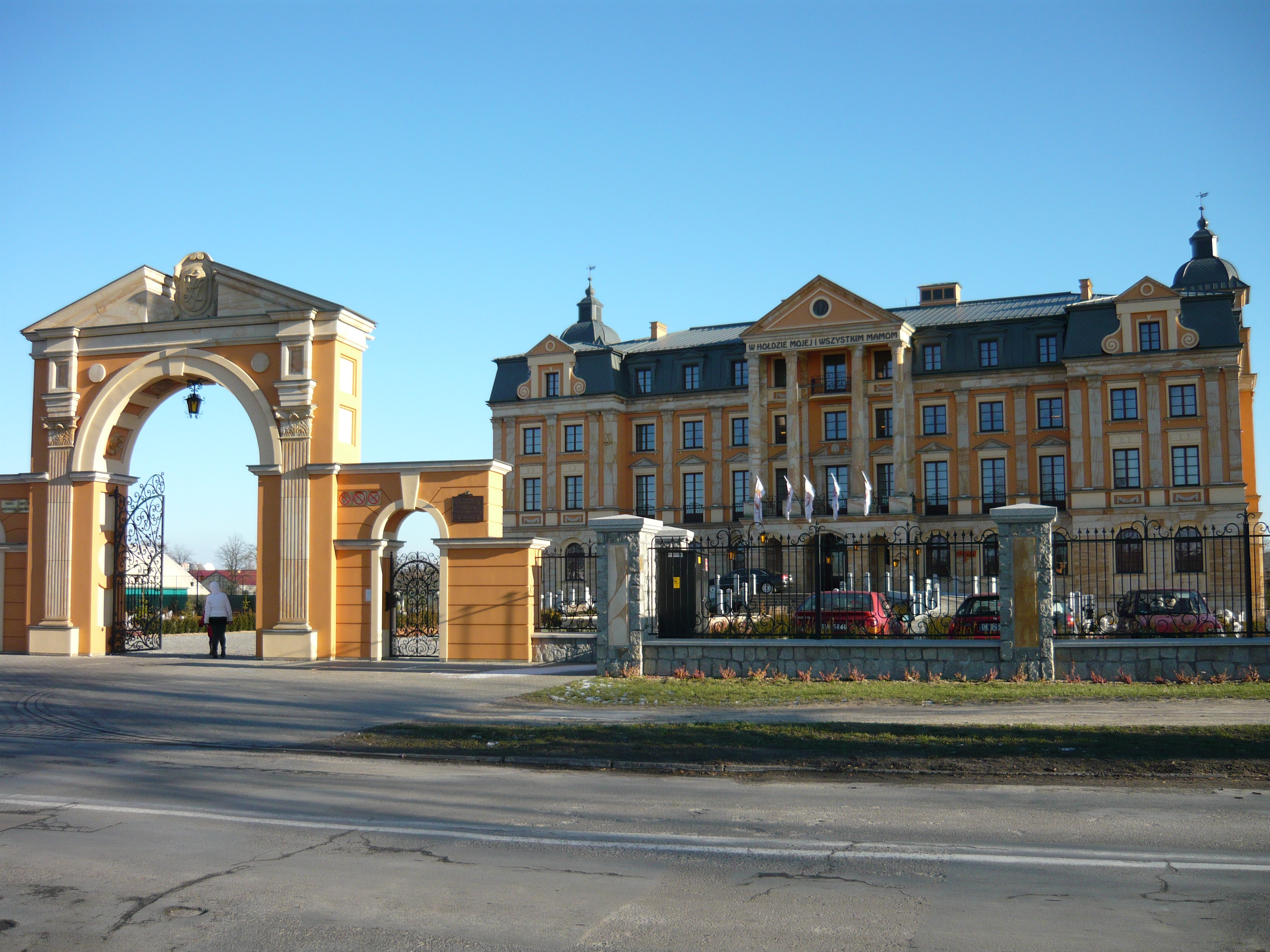
Pałac Bursztynowy
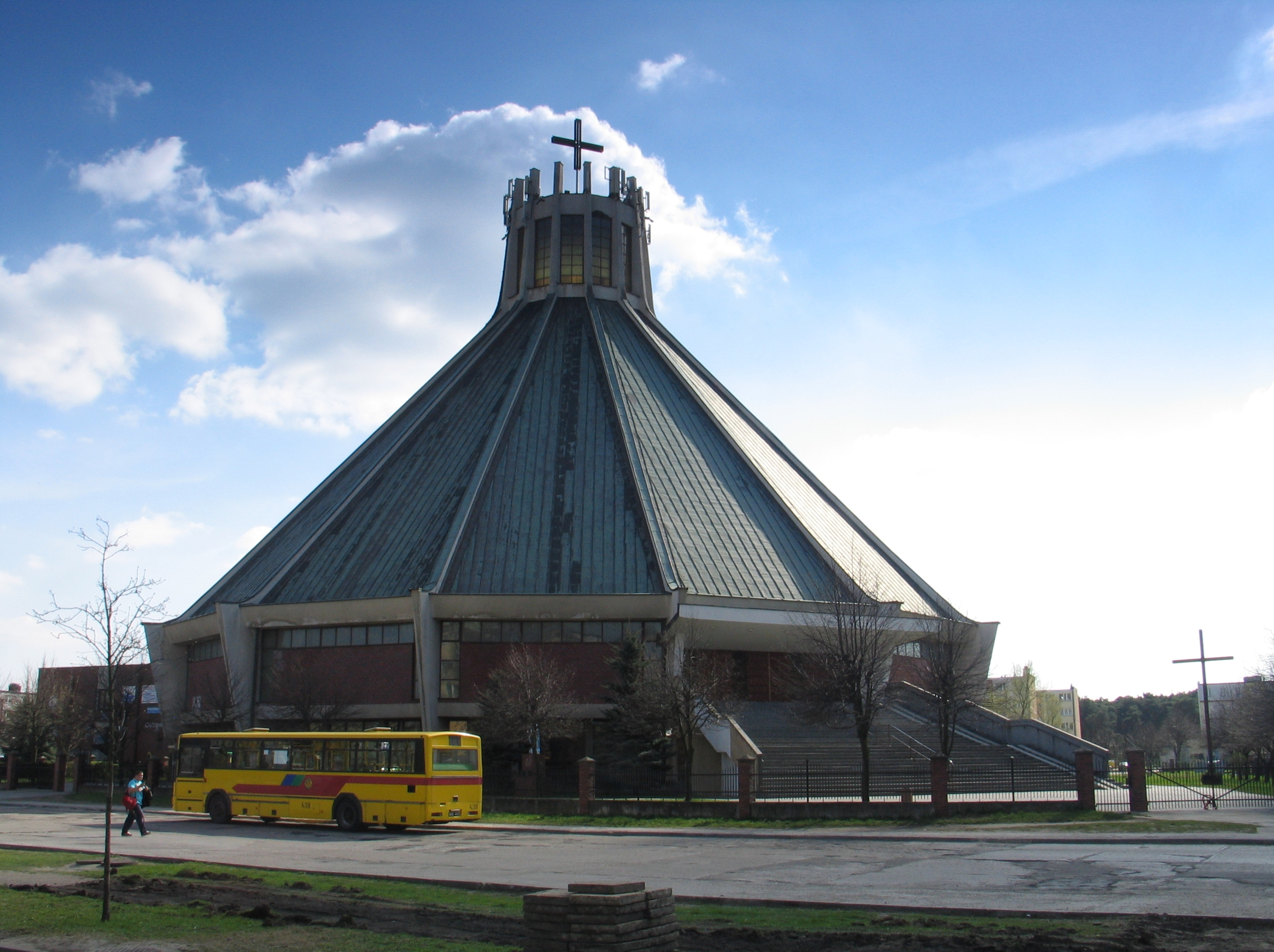
Kościół Najświętszego Serca Jezusowego
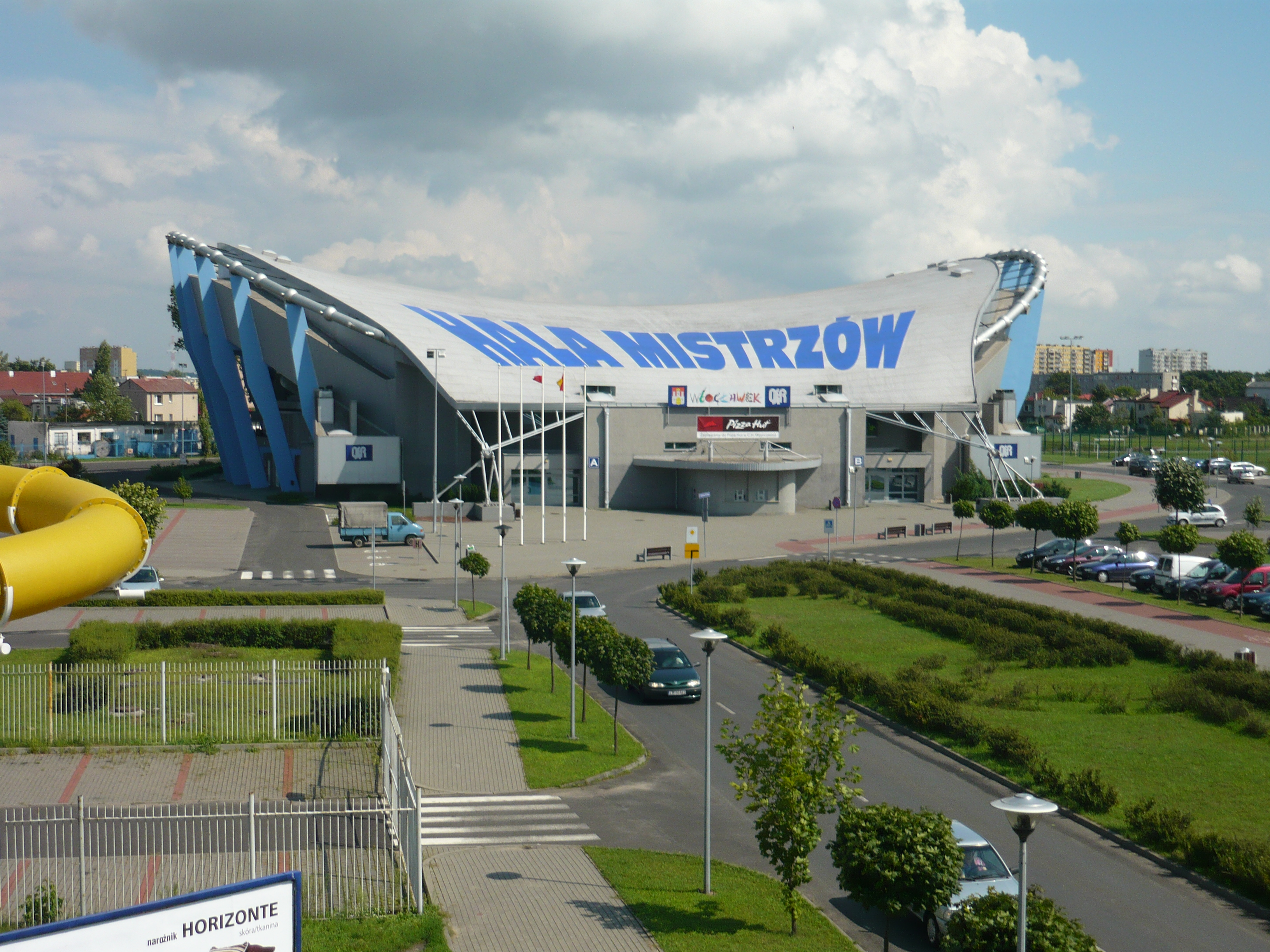
Hala Mistrzów
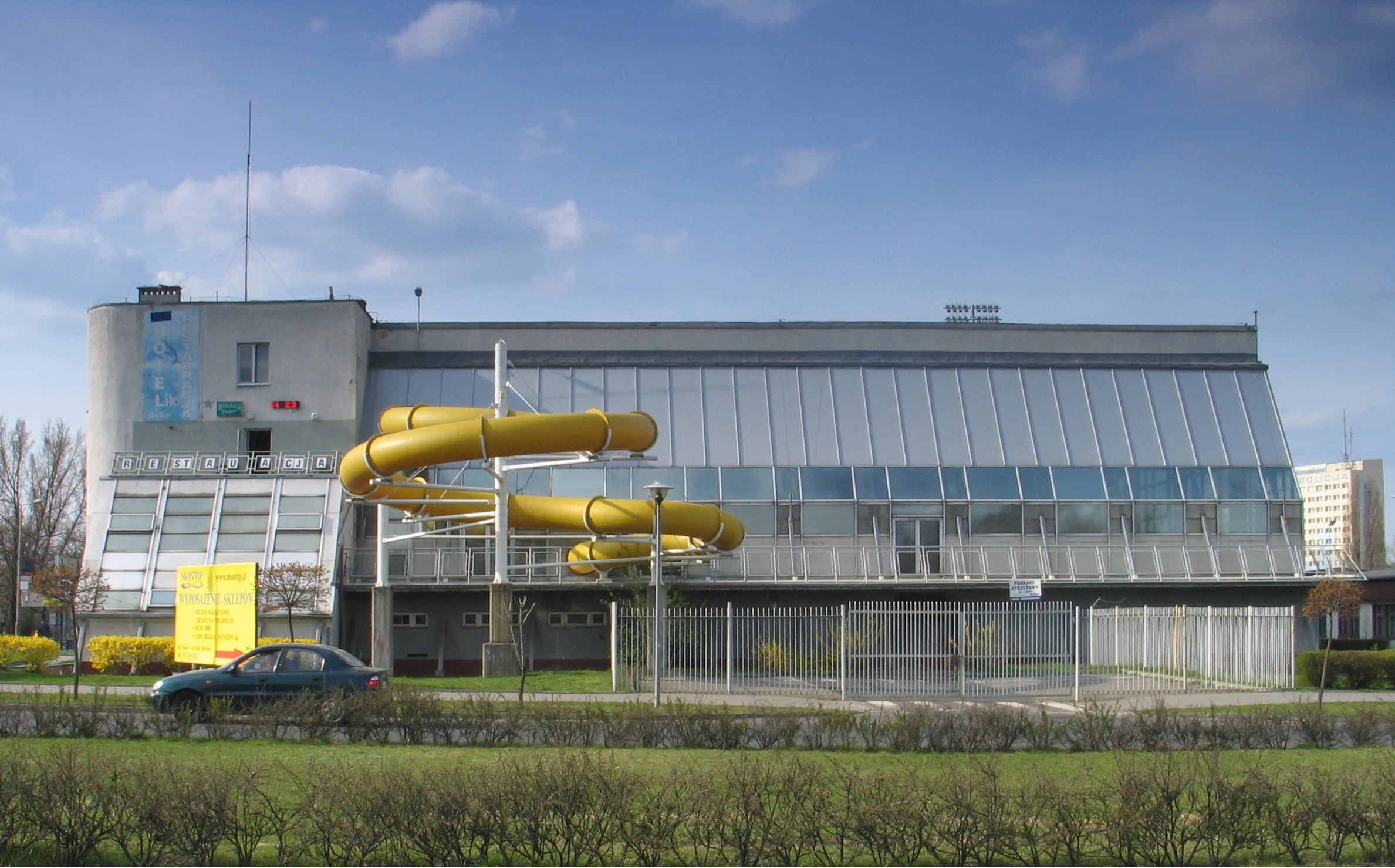
pływalnia „Delfin”
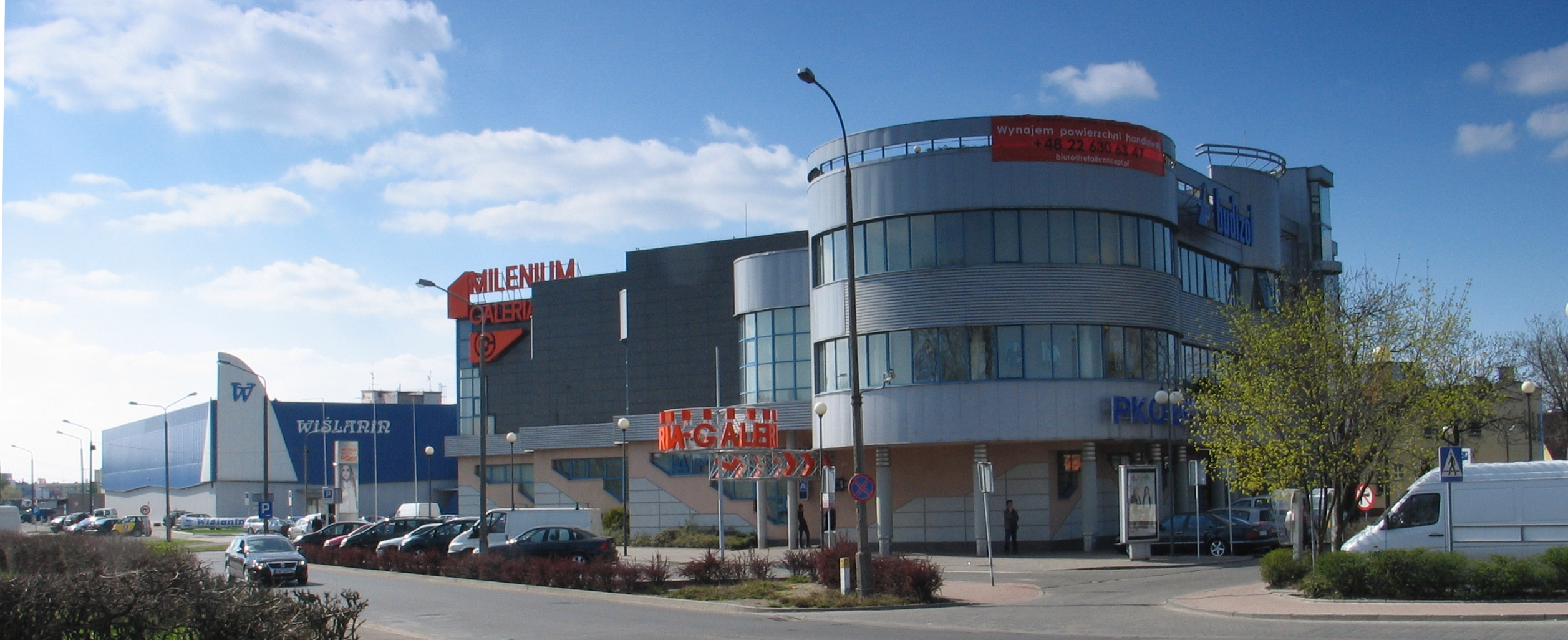
D.T. „Wiślanin” i Galeria Milenium